# 李康铭
李康铭（Dickie Lee），香港人，职业网球球拍穿线师。1999年香港网球冠军挑战赛起，长期为世界顶级网球运动员的网球拍穿线。
已经在网球领域积累了超过20年的丰富经验。李康铭曾多次荣获官方穿线师的称号，总计超过84次，其中包括大满贯赛事、ATP杯和WTA巡回赛年终锦标赛等重要赛事。另外，他还创下了35次连续参与大满贯赛事的纪录。